# Dominic Purcell
Dominic Haakon Myrtvedt Purcell [Domínik Prsél], ameriški igralec, * 17. februar 1970, Wallasey, Anglija.

## Življenje
Njegov oče je po rodu Norvežan, mati pa Irka. Ko je bil star 2 leti, se je družina preselila v Avstralijo. Po prekinitvi srednje šole je bil zaposlen kot vrtnar. Čeprav so se mu igralci (kot sam pravi) sprva zdeli »čudni«, se je predal igralstvu.

## Dosežki
Purcell je postal znan predvsem kot igralec v serijah. Kariero je začel v letih 1997/1998 v serijah »Raw FM«, »Moby Dick« in »Water Rats«. Prvo pomembnejšo filmsko vlogo je dobil leta 2000 v filmu Misija - nemogoče 2. Kasneje je zaslovel v Foxovi nanizanki John Doe iz leta 2002. Po tem uspešnem projektu je nastopil v filmu Rezilo - Trojica ob Wesleyju Snipesu in Jessici Biel. Po nastopu v eni epizodi priljubljene nanizanke Zdravnikova vest je dokončno postal prepoznaven igralec ob strani Wentwortha Millerja v še eni uspešni Foxovi nanizanki Beg iz zapora iz leta 2005. Septembra 2008 je nadaljeval vlogo ubežnika Lincolna Burrowsa v zadnji, četrti sezoni te nanizanke.